# Abu-l-Khayr
Abu-l-Khayr (arabe : ابوالخیر خان, signifiant, « père du bien », né vers 1412 et décédé en 1468, fut le fondateur de la dynastie turco-mongole des Chaybanides en Ouzbékistan, et régna de 1429 à 1468. Il descendait du prince mongol Chayban, fils de Djötchi, lui-même fils aîné de Gengis Khan.
Après s'être rendu maître de territoires situés entre le Tobol, l'Oural et le Syr-Daria autour de la ville de Sighnak (en) en 1429, il conquit en 1447 le Khwarezm sur les Timourides. Il intervient dans les querelles dynastiques timourides en Transoxiane, et permet en 1451 à Abou Saïd de régner à Samarcande. Il est tué en 1468 par les Kazakhs. Yadgar Khan lui succède.
Son petit-fils Muhammad Shaybânî, qui renversa les Timourides, lui succéda après un interrègne de 32 ans.
La bégum Rabia, fille d'Ulugh Beg, lui donna Köchkunju, troisième khan des Chaybanides.